# Ruellia lasiostachya
Ruellia lasiostachya là một loài thực vật có hoa trong họ Ô rô. Loài này được Leonard miêu tả khoa học đầu tiên năm 1951.